# Буйничский сельсовет
Бу́йничский сельсовет (бел. Бу́йніцкі сельсавет) — административная единица на территории Могилёвского района Могилёвской области Республики Беларусь. Административный центр — агрогородок Буйничи.

## История
Образован в 2006 году, путём переименования Тишовского сельсовета с переносом центра сельсовета из деревни Тишовка в Буйничи.
В 2010 году упразднена территориальная единица — сельский населённый пункт Буйничи Буйничского сельсовета Могилёвского района. Деревня Буйничи преобразована в агрогородок.

## Состав
Включает 16 населённых пунктов:
- Бруски — деревня
- Буйничи — агрогородок[2]
- Бутримовка — деревня
- Веккер — деревня
- Голынец 1 — деревня
- Голынец 2 — деревня
- Городок — деревня
- Городщина — деревня
- Добросневичи — деревня
- Затишье — деревня
- Ракузовка — деревня
- Севостьяновичи — деревня
- Голынец — посёлок
- Сташино — деревня
- Тишовка — деревня

Упразднённые населенные пункты на территории сельсовета:
- Буйничи — сельский населённый пункт при железнодорожной станции[2]